# Teatro off
Surgida en Nueva York como contrapunto alternativo a las superproducciones de Broadway, la expresión "Teatro Off" incluye aquellos montajes de menor presupuesto que se representan fuera del circuito comercial. En Estados Unidos, este pasaría a ser denominado teatro Off-Broadway. Poco después, el modelo se extendería a otras ciudades y, finalmente, a España y Sudamérica, donde el término off ahora comprende un sentido más amplio que en su origen norteamericano e incluye todas aquellas propuestas demasiado independientes como para ser consideradas en un ámbito puramente comercial. En la actualidad Buenos Aires es la ciudad con más salas de teatro independiente del mundo. 

## Historia del teatrooff

### Origen

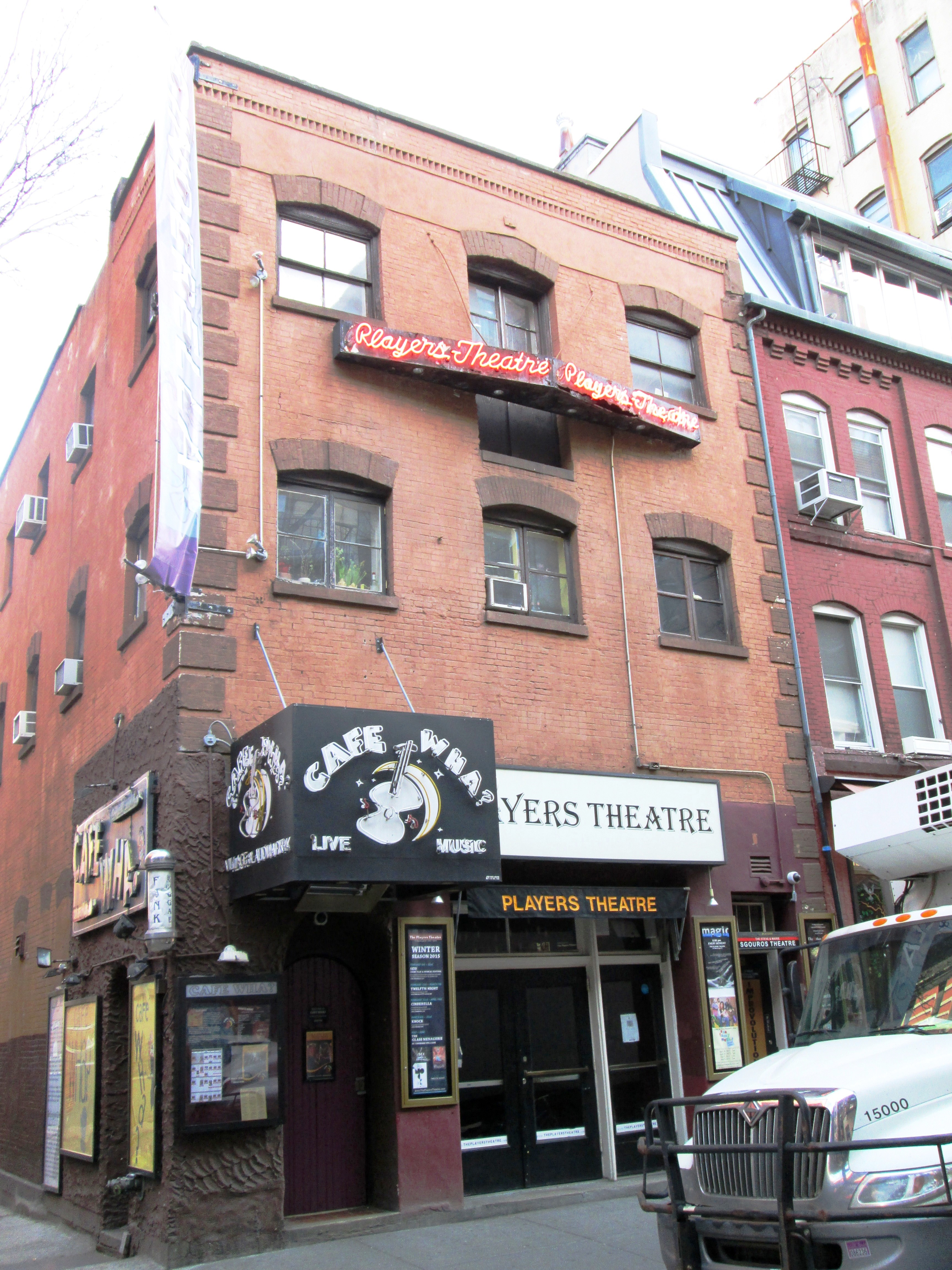
El Players Theatre, en el West Village de Manhattan, es uno de los teatros Off-Broadway más antiguos aún en funcionamiento.

El circuito Off-Broadway surgió durante la década de 1950 en Nueva york, cuando la opinión popular empezó a considerar que las producciones de Broadway se habían vuelto demasiado comerciales. Fue entonces cuando el off se consolidó como un espacio en el que poetas, cantautores, dramaturgos, diseñadores y demás artistas poco convencionales podían expresar su arte libremente sin tener que responder a las exigencias de las masas. En los sesenta surgiría también el Off-Off-Broadway como un "rechazo absoluto hacia el teatro comercial".
Sería a partir de este momento cuando empezarían a aparecer pequeñas compañías dedicadas a ofrecer una mayor diversidad a la escena teatral de Broadway. Algunas de estas serían nombres hoy mundialmente reconocidos como The Negro Ensemble Company, creada para dar voz al talento afroamericano, la Open Theatre, disuelta en 1973 por su cofundador Joseph Chaikin (que temía que la compañía terminase por verse demasiado institucionalizada), o La Mama Experimental Theatre Club, "un hervidero multicultural de teatro de vanguardia y artes de performance" y el único local del Off-Off-Broadway original que sigue a día de hoy en funcionamiento.

## El teatroofffuera de EE. UU.

### España
En España, el término off se también se emplea para denominar a aquel teatro alternativo, de pequeño formato y representado en un espacio poco convencional. Su llegada ha multiplicado la oferta cultural alternativa de ciudades como Barcelona o Madrid:

#### Madrid
Durante los años ochenta, la llamada movida madrileña supuso una proliferación de movimientos culturales enmarcados en asociaciones y grupos de teatro, música, danza... Estos buscaban experimentar con las posibilidades de unas artes para el que no había cabida en las instituciones ya formadas y dedicadas a aspectos más comerciales del teatro. Surgirían así las primeras salas alternativas, como respuesta a la necesidad de ciertos grupos de poder tener un "espacio propio donde mostrar su trabajo de meses o años, sin tener que pensar en la rentabilidad del producto".

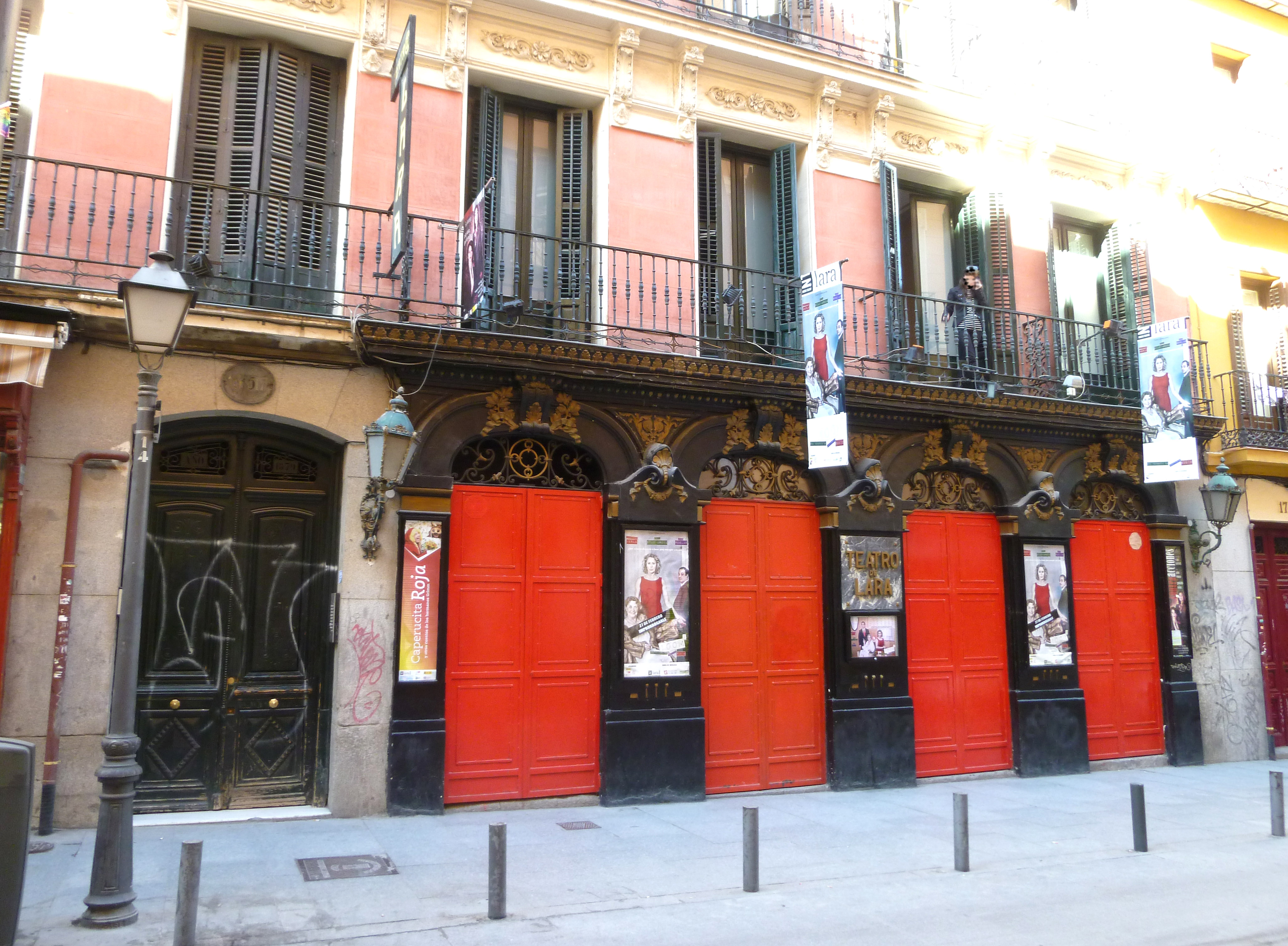
Fachada del Teatro Lara, donde se estrenaría La función por hacer de Miguel del Arco, dando pie a un "boom" del teatro off en Madrid.

Algunas de las características representativas de estas nuevas salas serían su diversidad de dimensiones, aforos y disposiciones y, sobre todo, su escasa rentabilidad económica, que suele provenir en su mayor parte de la taquilla de los espectáculos que representan.
No se empezaría a hablar de un teatro off hasta varios años después, con el estreno en 2009 de La función por hacer dirigida por Miguel del Arco en el hall del Teatro Lara (origen tambiénde la compañía Kamikaze).
Este montaje marcaría un antes y un después en la escena madrileña, donde se multiplicaron los espacios no convencionales dedicados a la actividad escénica, resultando en las más de treinta salas hoy repartidas por toda la ciudad (y con mayor presencia en las zonas de Lavapiés y Embajadores).

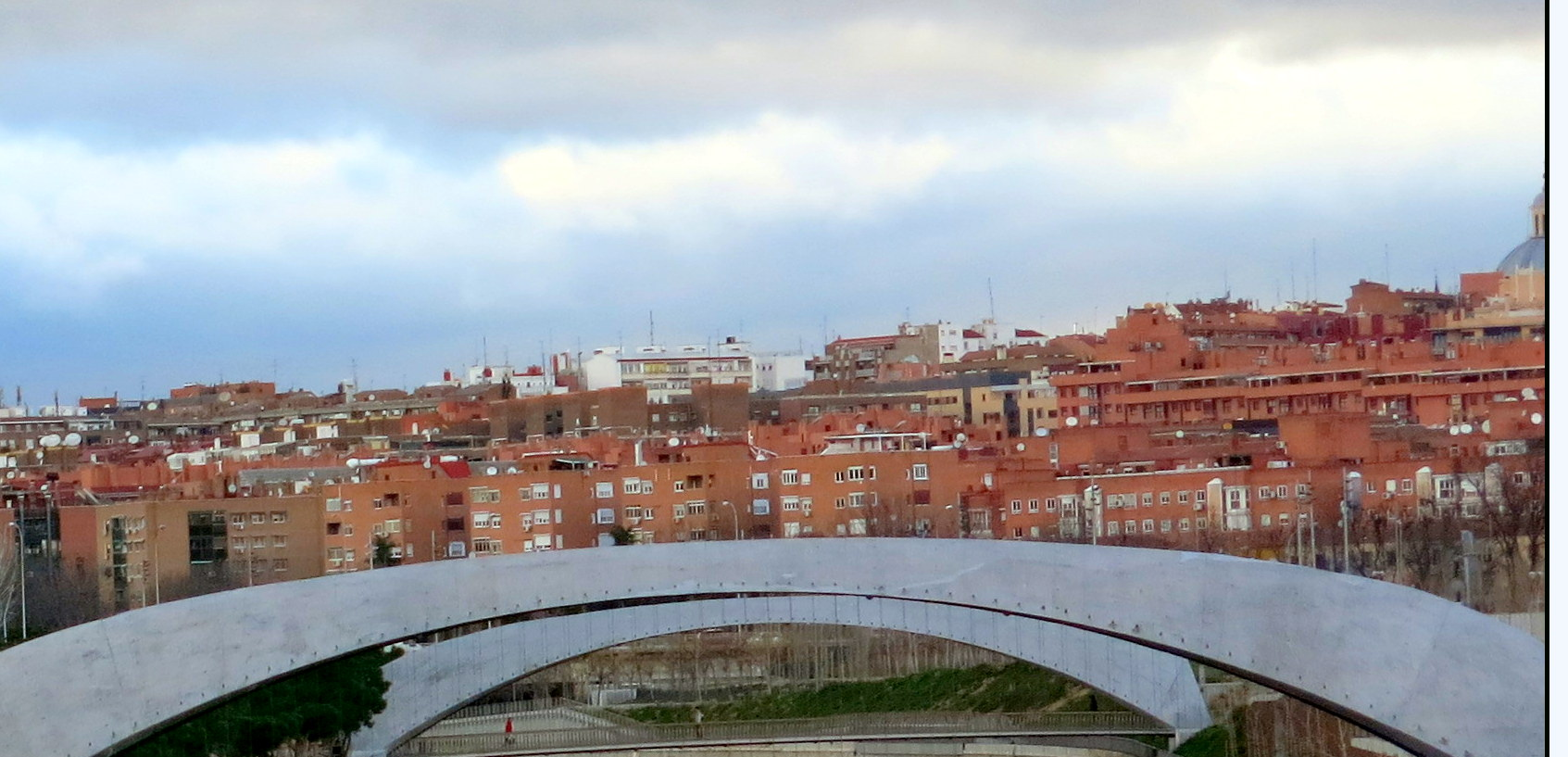
En el distrito de Embajadores de Madrid se concentran un gran número de salas alternativas de nueva y vieja creación, como Cuarta Pared, el teatro Lagrada, Plot Point o La Encina Teatro.

Estas salas off (datos no oficiales hablan de más de 150 sólo en Madrid) comprenden tanto pequeñas salas de no más de 20 butacas habilitadas en antiguas tiendas y sótanos como escenarios de medio formato (70-100 butacas) que pueden llegar a ofrecer entre 5 y 10 espectáculos -generalmente de compañías distintas- a la semana. Algunas de las más conocidas son el teatro Nueve Norte, en Chueca; el Teatro del Barrio, cooperativa de consumo cultural definida a sí misma como "un espacio político [...] que se nutre del movimiento ciudadano"; La Escalera de Jacob; el Off de la Latina; La sala Mayko; La Usina; Nave 73 o, reunidas en un espacio de apenas 500 metros de la calle Ercilla, el Teatro Lagrada, Cuarta Pared, La Encina Teatro y el espacio Plot Point.

#### Barcelona

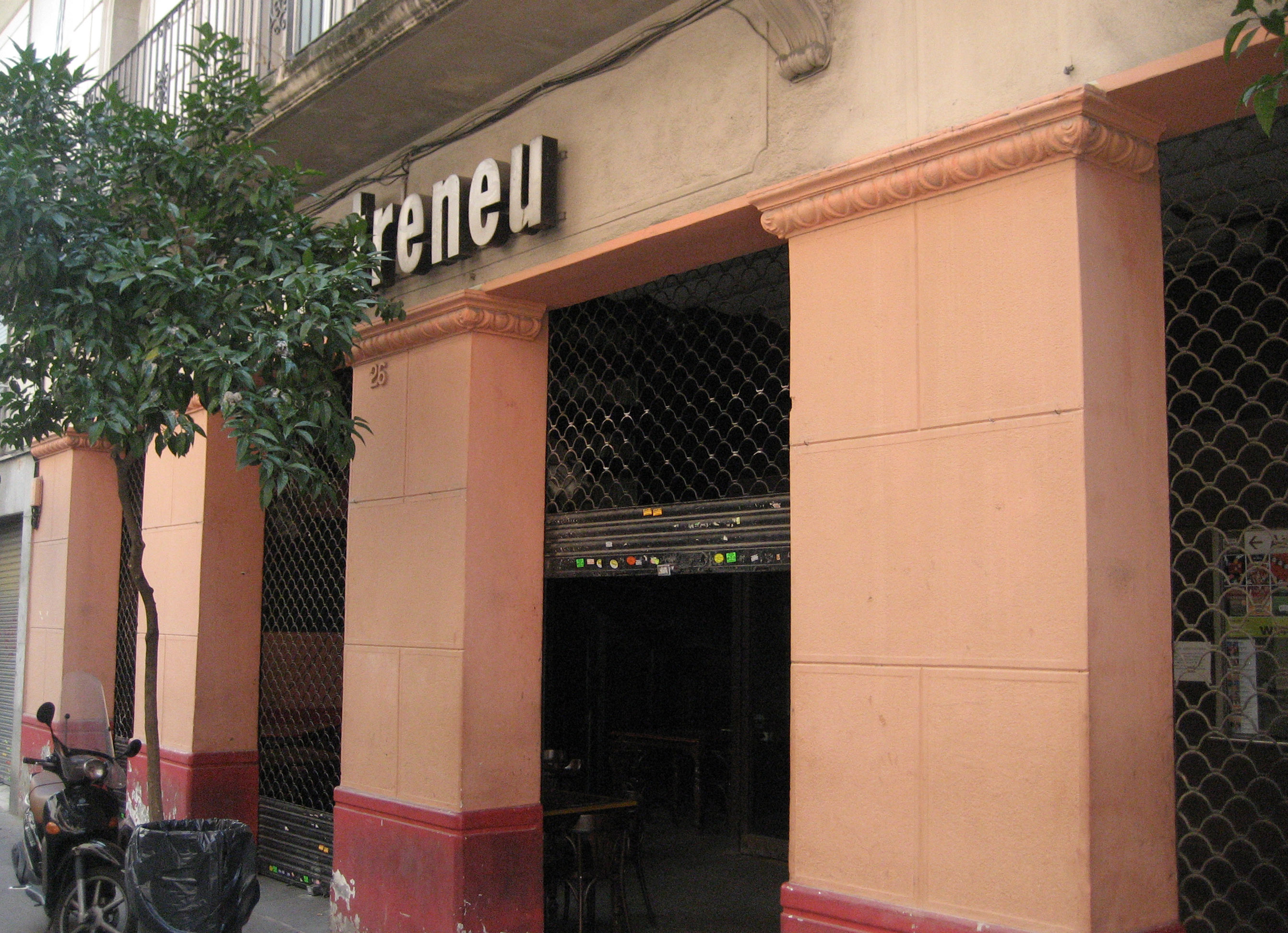
Puerta principal de acceso al Teatreneu, teatro independiente representativo de la ciudad de Barcelona.

En Barcelona destacan el Antic Teatre, "centro cultural y social de peso en la escena independiente de la ciudad", la Sala Beckett, inaugurada en 1989 como sede de la compañía "El Teatro Fronterizo", el Mercado de las Flores, teatro municipal nacido en 1983, el Teatreneu o la SALAFlyHard, en que estrena obras de autores catalanes contemporáneos.

### Sudamérica

#### Argentina
Tras popularizarse en Nueva York, el off del off pasaría a convertirse en un aspecto imprescindible con el que definir la escena teatral de la Argentina contemporánea. Esta había estado hasta entonces dominada por la oferta escénica comercial concentrada en la Avenida Corrientes, eje de la vida nocturna y bohemia de la Ciudad de Buenos Aires.
Aparecerían así salas como  Andamio 90, fundada por Alejandra Boero quien también fundó su escuela de arte dramático  y que luego su hijo Alejandro Samek, actual Rector, transformaría en instituto privado incorporado a la enseñanza oficial.. En esta casa de estudio se han formado reconocidos actores y directoresAndamio 90 Timbre 4, fundada por Claudio Tolcachir en lo que originalmente era su propia casa; El método Kairós; el Teatro Border, primer teatro argentino totalmente sustentado por energía y materiales renovables; el centro cultural Ciudad Cultural Konex o La Galera, fundado en 1978 y con una programación dedicada exclusivamente a niños y jóvenes.
Este boom del teatro independiente argentino ha hecho de hecho a Buenos Aires, a día de hoy, la ciudad con más salas de teatro del mundo, superando incluso a su inspiración neoyorkina.